# Луїс Посада Каррільєс
Луїс Посада Каррільєс (ісп. Luis Clemente Faustino Posada Carriles; 15 лютого 1928 — 23 травня 2018) — кубінський військовий, політичний супротивник Фіделя Кастро. Уряди Куби та Венесуели, а також ФБР США звинувачували його у тероризмі, кубинські емігрантські кола у Флориді (США), навпаки — шанують його як героя кубинського руху опору в екзилі.

## Життєпис
Луїс Посада народився у місті Сьєнфуегос. Вивчав медицину і хімію у Гаванському університеті.
Згідно з розсекреченими документами ЦРУ і ФБР, Луїс Посада Каррільєс був залучений до підготовки висадки в затоці Свиней — невдалій спробі американських спецслужб у 1961 році повалити владу Фіделя Кастро. Каррільєс був співробітником ЦРУ з 1965 по 1976 роки. Він також був задіяний в операціях американської розвідки в Нікарагуа, Венесуелі, Чилі і низці інших країн.
У 1976 році Луїс Посада Каррільєс був засуджений у Венесуелі до тюремного ув'язнення за причетність до вибуху кубинського літака, що виконував рейс з Каракаса, проте в 1985 році йому вдалося втекти. Влада Куби вважає, що після втечі з венесуельської в'язниці Луїс Посада Каррільєс брав участь в організації серії терактів в кубинських готелях та на дискотеках, що відбулися в 1997 році.
У 2000 році Каррільєс знову опинився за ґратами — цього разу його засудили в Панамі до восьми років ув'язнення за підготовку замаху на Фіделя Кастро. З в'язниці в Панамі Луїс Посада Каррільєс був достроково звільнений через чотири роки.

### Арешт
У 2005 році Луїс Посада Каррільєс був затриманий за спробу незаконного перетину американського кордону і арештований. Його також звинуватили у поданні неправдивих даних американським імміграційним службам. Повідомлялося, що він просив політичного притулку в США, проте потім відкликав своє прохання: тепер Каррільєс намагався залишитися у США на підставі своєї військової служби на цю країну. У 2007 році суд в Ель-Пасо, штат Техас, дозволив Луїсу Посаді Каррільєсу вийти під заставу.
Після арешту Луїса Посади Каррільєса в 2005 році Венесуела, громадянином якої він є, направила США запит на його екстрадицію, на який американські власті відповіли відмовою. На Кубі, після того, як стало відомо, що Луїс Посада Каррільєс перебуває на території США і не буде виданий Венесуелі, пройшли масові акції протесту, учасники яких звинувачували Сполучені Штати в підтримці тероризму.
За сукупністю висунутих проти нього звинувачень, Луїсу Посаді Каррільєсу в США загрожувало тюремне ув'язнення на термін до 60 років. Розгляд справи колишнього агента ЦРУ, обвинуваченого владою Куби і Венесуели в організації терактів, тривав у федеральному суді у Ель-Пасо 13 тижнів, і 8 квітня 2011 року колегією присяжними був винесений виправдувальний вердикт.